# Скотт Колдуэлл, Лаверн
Лаве́рн Скотт Ко́лдуэлл (англ. Laverne Scott Caldwell; 17 апреля 1950, Чикаго, Иллинойс, США) — американская актриса. Наиболее известна по роли Роуз Нэдлер из телесериала «Остаться в живых» (2004—2010).

## Ранние годы
Лаверн Скотт (после брака Лаверн Скотт Колдуэлл) родилась 17 апреля 1950 года в Чикаго (штат Иллинойс, США), став средним ребёнком своих родителей.

## Карьера
Колдуэлл начала свою карьеру в 1978 году, став членом прославленной театральной группы «Negro Ensemble Company» и дебютировала на Бродвее двумя годами позже в пьесе «Дом», нормировавшейся на премию «Тони». В 2004—2010 годы она играла роль Роуз Нэдлер в телесериале «Остаться в живых».

## Личная жизнь
От первого брака с Джоном Колдуэллом у неё есть сын — Оминара М. Колдуэлл (род. 1973). 17 апреля 2004 года, в свой 54-й день рождения, Колдуэлл вышла замуж за художника, фотографа и режиссёра Дасала Бэнкса (1940—2005). Бэнкс страдал от рака предстательной железы и умер 13 июня 2005 года в возрасте 65-ти лет.

## Избранная фильмография
| Год       |    | Русское название           | Оригинальное название          | Роль                  |
| --------- | -- | -------------------------- | ------------------------------ | --------------------- |
| 1988      | тф | Боже, благослови дитя      | God Bless the Child            | Алтея Уоткинс         |
| 1991      | ф  | Датч                       | Dutch                          | бездомная женщина     |
| 1993      | ф  | Беглец                     | The Fugitive                   | Пул                   |
| 1995      | ф  | Сеть                       | The Net                        | общественный защитник |
| 1999      | ф  | Тайна Аляски               | Mystery, Alaska                | судья МакГиббонс      |
| 2002      | ф  | Стрекоза                   | Dragonfly                      | старшая сестра        |
| 2004—2006 | с  | Скорая помощь              | ER                             | доктор Рабб           |
| 2004—2010 | с  | Остаться в живых           | Lost                           | Роуз Нэдлер           |
| 2006      | ф  | Второй шанс                | Gridiron Gang                  | Бобби Портер          |
| 2009      | ф  | Окись                      | Powder Blue                    | медсестра Гомес       |
| 2009—2013 | с  | Саутленд                   | Southland                      | Энид Адамс            |
| 2011      | с  | Анатомия страсти           | Grey's Anatomy                 | Эллисон Кобб          |
| 2011      | с  | C.S.I.: Место преступления | CSI: Crime Scene Investigation | Нора Паркс            |
| 2013      | с  | Мыслить как преступник     | Criminal Minds                 | Тина Джонсон          |